# The MDNA Tour
The MDNA Tour – dziewiąta trasa koncertowa amerykańskiej piosenkarki Madonny, promująca jej album studyjny MDNA (2012). Jej organizacją zajmuje się korporacja Live Nation, z którą w 2007 roku piosenkarka podpisała dziesięcioletni kontrakt. Trasa rozpoczęła się 31 maja 2012 i trwała do 22 grudnia tego samego roku. Obejmowała koncerty na Bliskim Wschodzie, Europie i obu Amerykach. Koncerty zdobyły uznanie krytyków i przyniosły sukcesy w kwestii sprzedaży biletów. Trasa okazała się jednak kontrowersyjna z kilku powodów, między innymi obnażania się Madonny na scenie i dacie występu w Polsce.

## Geneza
Trasa The MDNA Tour została ogłoszona przez korporację Live Nation i jest drugą już w karierze Madonny, którą ta spółka organizuje. W oświadczeniu prasowym wydanym 7 lutego 2012 roku, dwa dni po występie piosenkarki w przerwie meczu Super Bowl XLVI, potwierdzono daty koncertów na Bliskim Wschodzie, w Europie i Ameryce Północnej. W kwietniu upubliczniono listę występów w Meksyku i Ameryce Południowej. Po obu oficjalnych ogłoszeniach do grafiku Madonny dodano kolejne koncerty. Trasa rozpoczęła się 31 maja w Tel Awiw-Jafa, stolicy Izraela. Po występach w Abu Dhabi, w Zjednoczonych Emiratach Arabskich, artystka udała się do Europy, gdzie odbyły się widowiska  między innymi w Londynie, Paryżu, Rzymie, Berlinie i Warszawie. Końcem sierpnia rozpoczęła się seria występów w Stanach Zjednoczonych i Kanadzie. W listopadzie i grudniu odbyły się koncerty w Meksyku i czterech państwach Ameryki Południowej: Kolumbii, Brazylii, Argentynie i Chile. W oświadczeniu Live Nation pojawiła się informacja o australijskim odcinku trasy, który miał się odbyć w 2013, ale w lipcu poinformowano o odwołaniu go. Tym samym rzeczniczka prasowa Live Nation potwierdziła, że trasa zakończy się w grudniu 2012 w Ameryce Południowej. Australia jest kontynentem, na którym Madonna koncertowała tylko raz, w roku 1993 w ramach The Girlie Show World Tour.

## Rozwój

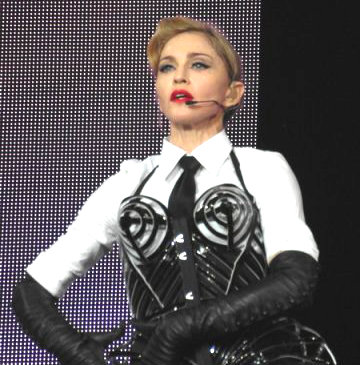
Przykładowy strój sceniczny zaprojektowany przez Jeana-Paula Gaultiera

Koncerty odbywały się na scenie, z której wychodzą dwa wybiegi łączące się na końcu. Powstaje trójkąt, do środka którego wchodzą fani. Na scenie znajduje się potężny, trzyczęściowy ekran, który organizatorzy nazwali największym, jaki kiedykolwiek powstał. Kostiumy na trasę zaprojektowali: Jean-Paul Gaultier, Riccardo Tisci z domu mody Givenchy i Adrianne Phillips, osobista projektantka Madonny. Próby do koncertów rozpoczęły się 1 maja 2012 w hali Nasau Coliseum zlokalizowanej w Uniondale, w okolicach Nowego Jorku.

## Recenzje
Koncerty zebrały głównie pozytywne recenzje krytyków muzycznych, choć zdarzyły się także mieszane. Niv Elis z „Jerusalem Post” nazwał występ w Tel Awiw-Jafa „atakiem na zmysły” i wyraził opinię, że Madonna w dalszym ciągu potrafi stworzyć dobre widowisko. Shirley Halperin, dziennikarka czasopisma „The Hollywood Reporter”, również napisała o koncercie pozytywnie: „Madonna, która ma na swoim koncie już trzy dekady bycia supergwiazdą, do perfekcji opanowała sztukę tworzenia rozrywki masowej z domieszką skandalu”. Mieszane opinie znalazły się w recenzji koncertu w Abu Dhabi napisanej przez Saeed Saeed dla gazety „The National”: „Osoba Madonny, jej wygląd i performance – wszystkie te elementy miały wpływ na wzloty i upadki podczas koncertu. Czasami jej się udawało – nowe piosenki z MDNA nabrały kopa, którego brakuje w nagraniach studyjnych (...). Poza ośmioma zmianami strojów, [Madonna] cały czas była w ruchu, równocześnie tańcząc z tancerzami i nieźle śpiewając. Nie dało się jednak nie zauważyć, że tym, co tłum poszukiwał, za czym tęsknił, a co znalazł tylko przelotnie, były chwile emocjonalnego związku [artystki z fanami]. Zamiast tego byliśmy raczej widzami wewnętrznie zmieszanej Madonny”. Peter E. Müller w recenzji dla „Berliner Morgenpost” napisał po koncercie w Berlinie, że w 2012 roku Madonna nadal jest magiczna i bezkonkurencyjna. Występ w Barcelonie spotkał się z następującymi opiniami: „blond ambicja rozświetliła [halę] Palau Sant Jordi sztuką i magią” („La Vanguardia”), „Madonna pokazuje w swoim spektakularnym show inteligencję, feminizm, elegancję i roztańczenie” („El País”).
Mieszane recenzje zebrał występ w londyńskim Hyde Parku, który zakończył się przed 22:30 (po tej godzinie na letnich koncertach w parku wyłączany jest prąd – taka sytuacja miała miejsce kilka dni wcześniej podczas występu Bruce’a Springsteena i Paula McCartneya), w związku z czym całe show odbyło się przed zmrokiem. Obiektem krytyki stała się także niska głośność podczas koncertu. Alexis Petridis z dziennika „The Guardian”, który wystawił trzy gwiazdki na pięć, uznał, że choć wszystko to nie było winą Madonny, to jednak krytyka należy jej się za niewłaściwy dobór materiału. Także John Aizlewood w swojej recenzji dla „The London Evening Standard” napisał negatywnie na temat listy utworów, stwierdzając, że Madonna tylko sporadycznie i niechętnie zgłębia się w swój „świetny” repertuar. Mężczyzna zwrócił uwagę, że tłum oczekiwał wielkich przebojów, których otrzymał niewiele (w tym "Papa Don’t Preach" w wersji skróconej i "Hung Up" bez charakterystycznego sampla z utworu zespołu ABBA). Reporter „Daily Mail” napisał o setkach ludzi opuszczających koncert przed czasem, nazywających go najgorszym, jaki kiedykolwiek widzieli, i uznając za kiepski żart okrzyk Madonny: „We love you Poland!” („Kochamy was, Polsko!”). Pozytywnie o występie napisali jednak Neil McCormick z „The Daily Telegraph” i Harriet Walker z „The Independent”, którzy wystawili mu cztery na pięć gwiazdek.

## Sprzedaż biletów
Koncerty zarówno w Europie, jak i Ameryce przyniosły sukces komercyjny. Występ w Tel Awiwie, który miał się odbyć 29 maja i rozpocząć trasę, został prędko wyprzedany (ok. 33 tysiące biletów). Korporacja Live Nation ogłosiła kolejny na tym samym stadionie, zaplanowany na dwa dni później. Ostatecznie ten z 29 maja został odwołany, a wszystkie bilety stały się automatycznie biletami na koncert z 31 maja. W kolejnym mieście, Abu Zabi, w którym Madonna dała swój pierwszy w karierze występ w Zjednoczonych Emiratach Arabskich, pełna pula ok. 22 tysięcy biletów rozeszła się w dobę. Media doniosły, że fani czekali pod sklepem Virgin Megastore już 24 godziny przed rozpoczęciem sprzedaży wejściówek. Ogłoszono kolejny koncert w Abu Zabi, wkrótce także wyprzedany. Po Zjednoczonych Emiratach Arabskich Madonna udała się do Turcji, gdzie na widowisko w Stambule wszystkie niemal 50 tysięcy biletów rozeszło się w cztery dni, z czego połowa w pierwszych siedmiu godzinach sprzedaży. Kolejnym państwem były Włochy, gdzie na trzy stadionowe koncerty sprzedano w sumie ponad 132 tysiące wejściówek. Później Madonna zagrała między innymi dwa koncerty w hali O2 World w Berlinie, z których pierwszy został wyprzedany już w dniu rozpoczęcia sprzedaży biletów. Spośród dwóch w hali Ziggo Dome w Amsterdamie pierwszy wyprzedano po 30 minutach. Prawie 117 tysięcy wejściówek kupiono na trzy występy w Wielkiej Brytanii, a nieco ponad 94 tysięcy na trzy we Francji. W Europie największą widownię przyciągnęły występy w Paryżu (ponad 62 tys.) i w Londynie (powyżej 54 tys.). Wszystkie 33 koncerty zostały wyprzedane, przynosząc dochód 115 701 909 dolarów z 985 340 sprzedanych biletów.
Pełna pula około 60 tysięcy wejściówek na występ w Nowym Jorku (Yankee Stadium) rozeszła się w 20 minut. Później dodano kolejny koncert na tym stadionie, a także dwa w nowojorskiej hali Madison Square Garden. Biletów na widowisko w Kansas City zabrakło po 12 minutach, a w Houston w niecałą godzinę. Los Angeles, Chicago, San Jose i Dallas są kolejnymi miastami w Stanach Zjednoczonych, gdzie hale zostały wyprzedane w tym samym dniu, w którym rozpoczęła się sprzedaż biletów. Sukcesy Madonna także odniosła w Kanadzie, gdzie zaplanowano koncerty w pięciu miastach. W 20 minut wyprzedano występ w Montrealu (ok. 16 tys. biletów), a w godzinę Quebecu (ok. 65 tys.). W Ottawie Madonna pobiła rekord – w 21 minut rozeszło się 15 tysięcy wejściówek, co oznacza najszybciej wyprzedany koncert w historii Scotiabank Place. Według oficjalnych informacji Live Nation do dnia 10 maja na koncerty w Stanach i Kanadzie sprzedano już 653 tysięcy biletów, co oznacza, że pozostało ich już tylko 33 tysięcy. W chwili rozpoczęcia amerykańskiego odcinka trasy, to znaczy pod koniec sierpnia, dochód z występów w tych dwóch krajach wyniósł już 111 milionów dolarów. The MDNA Tour obejmuje pierwszy w karierze Madonny koncert w południowoamerykańskiej Kolumbii. 38 tysięcy biletów rozeszło się w ramach ekskluzywnej przedsprzedaży, w związku z czym do właściwej sprzedaży trafiło tylko 2 tysiące, wyprzedane w trzy godziny. Całość rozeszła się w 15 godzin, a po ogłoszeniu drugiego występu w Medellín 15 tysięcy wejściówek kupiono w przedsprzedaży. Na trzy koncerty w Brazylii aż 100 tysięcy biletów sprzedano w pierwsze dwa dni.

## Lista utworów
"Virgin Mary" (wstęp wykonywany przez Kalakan; zawiera elementy Psalmu 91 i kolędy "Birjina gaztetto bat zegoen")
1. "Girl Gone Wild" (zawiera elementy "Material Girl" i "Give It 2 Me")
2. "Revolver"
3. "Gang Bang"
4. "Papa Don’t Preach"
5. "Hung Up" (zawiera elementy "Girl Gone Wild")
6. "I Don't Give A"

"Best Friend" (interludium; zawiera elementy "Heartbeat")
1. "Express Yourself" (zawiera elementy "Born This Way" Lady Gagi i "She's Not Me")
2. "Give Me All Your Luvin’"

"Radio Dial Static Medley" (inteludium, zawiera elementy "Holiday", "Into the Groove", "Lucky Star", "Like a Virgin", "4 Minutes", "Ray of Light" i "Music")
1. "Turn Up the Radio"
2. "Open Your Heart" (wykonywany z Kalakan; zawiera elementy "Sagarra Jo!" Kalakan)
3. "Masterpiece" (wykonywany z Kalakan)

"Justify My Love" (interludium)
1. "Vogue"
2. "Erotic Candy Shop" (zawiera elementy "Candy Shop", "Erotica" i "Ashamed of Myself" Kelleya Polara)
3. "Human Nature"
4. "Like a Virgin Waltz" (zawiera elementy "Evgeni's Waltz" Abla Korzeniowskiego)
5. "Love Spent" (wykonywany od 20 września)

"Nobody Knows Me" (interludium)
1. "I'm Addicted"
2. "I'm a Sinner" (zawiera elementy "Cyberraga")
3. "Like a Prayer" (wykonywany z Kalakan; zawiera elementy "De Treville-n Azken Hitzak" Kalakan)
4. "Celebration" (od 30 października mashup z "Give It 2 Me") (zawiera elementy "Girl Gone Wild")

26 lipca w paryskiej sali koncertowej Olympia lista utworów przedstawiała się następująco:
1. "Turning Up the Hits" (wstęp)
2. "Turn Up the Radio"
3. "Open Your Heart"
4. "Masterpiece"
5. "Justify My Love" (interludium)
6. "Vogue"
7. "Candy Shop"
8. "Human Nature"
9. "Beautiful Killer" (elementy "Die Another Day")
10. "Je t’aime... moi non plus"

Następujące utwory pojawiały się okazyjnie:
- "Everybody" (zamiast "Holiday") – 6 października (San José)
- "Give It 2 Me"/"Gangnam Style" (zamiast "Mastepiece", wykonany z Psy) – 13 listopada (Nowy Jork)
- "Music" (zamiast "Mastepiece", wykonany z Psy) – 13 listopada (Nowy Jork)
- "Spanish Lesson" (zamiast lub po "Holiday") – 25 listopada (Meksyk), 28 listopada (Medellín), 19 grudnia (Santiago)
- "Don’t Cry for Me Argentina" (zamiast "Like a Virgin") – 13 i 15 grudnia (Buenos Aires)

Następujące utwory zostały pominięte na pojedynczych koncertach:
- cały akt 1 – 19 grudnia (Santiago)
- "Masterpiece" – 13 listopada (Nowy Jork), 22 grudnia (Córdoba)
- interludium "Justify My Love" – 22 grudnia (Córdoba)
- "Like a Virgin" – 21 lipca (Edynburg), 30 września (Vancouver), 29 listopada (Medellín), 4 i 5 grudnia (São Paulo), 9 grudnia (Porto Alegre), 13 i 15 grudnia (Buenos Aires), 19 grudnia (Santiago)
- "I'm Addicted" – 21 lipca (Edynburg)

## Lista koncertów
Źródło:
| – koncert stadionowy          |
| – koncert w hali widowiskowej |
| – koncert plenerowy           |
| – koncert w sali koncertowej  |

| Data               | Data                      | Miasto               | Państwo                      | Obiekt                                    | Support                      | Sprzedane bilety | Dochód (USD)         |        |
| ------------------ | ------------------------- | -------------------- | ---------------------------- | ----------------------------------------- | ---------------------------- | ---------------- | -------------------- | ------ |
| Azja               |                           |                      |                              |                                           |                              |                  |                      |        |
|                    | 31 maja 2012(dts)         | Tel Awiw-Jafa        | Izrael                       | Ramat Gan Stadium                         | Martin Solveig, Ofer Nisim   | 33 457           | 4 339 876            | [ 2 ]  |
|                    | 3 czerwca 2012(dts)       | Abu Zabi             | Zjednoczone Emiraty Arabskie | du Arena                                  | Benny Benassi                | 45 722 (w sumie) | 8 053 500 (w sumie)  | [ 2 ]  |
|                    | 4 czerwca 2012(dts)       | Abu Zabi             | Zjednoczone Emiraty Arabskie | du Arena                                  | Benny Benassi                | 45 722 (w sumie) | 8 053 500 (w sumie)  | [ 2 ]  |
| Europa             |                           |                      |                              |                                           |                              |                  |                      |        |
|                    | 7 czerwca 2012(dts)       | Stambuł              | Turcja                       | Türk Telekom Arena                        | Ofer Nisim                   | 47 789           | 6 219 598            | [ 2 ]  |
|                    | 12 czerwca 2012(dts)      | Rzym                 | Włochy                       | Stadio Olimpico                           | Martin Solveig               | 36 658           | 2 835 542            | [ 2 ]  |
|                    | 14 czerwca 2012(dts)      | Mediolan             | Włochy                       | San Siro                                  | Martin Solveig               | 53 244           | 5 624 570            | [ 2 ]  |
|                    | 16 czerwca 2012(dts)      | Florencja            | Włochy                       | Stadio Artemio Franchi                    | Martin Solveig               | 42 434           | 4 252 680            | [ 2 ]  |
|                    | 20 czerwca 2012(dts)      | Barcelona            | Hiszpania                    | Palau Sant Jordi                          | Martin Solveig               | 33 178 (w sumie) | 3 893 274 (w sumie)  | [ 2 ]  |
|                    | 21 czerwca 2012(dts)      | Barcelona            | Hiszpania                    | Palau Sant Jordi                          | Martin Solveig               | 33 178 (w sumie) | 3 893 274 (w sumie)  | [ 2 ]  |
|                    | 24 czerwca 2012(dts)      | Coimbra              | Portugalia                   | Estádio Cidade                            | Martin Solveig               | 33 597           | 3 156 022            | [ 2 ]  |
|                    | 28 czerwca 2012(dts)      | Berlin               | Niemcy                       | O2 World                                  | Martin Solveig               | 25 481 (w sumie) | 3 679 378 (w sumie)  | [ 2 ]  |
|                    | 30 czerwca 2012(dts)      | Berlin               | Niemcy                       | O2 World                                  | Martin Solveig               | 25 481 (w sumie) | 3 679 378 (w sumie)  | [ 2 ]  |
|                    | 2 lipca 2012(dts)         | Kopenhaga            | Dania                        | Parken                                    | Martin Solveig               | 29 416           | 2 980 465            | [ 2 ]  |
|                    | 4 lipca 2012(dts)         | Göteborg             | Szwecja                      | Ullevi                                    | Martin Solveig               | 36 472           | 4 510 807            | [ 2 ]  |
|                    | 7 lipca 2012(dts)         | Amsterdam            | Holandia                     | Ziggo Dome                                | Martin Solveig               | 29 172 (w sumie) | 3 777 245 (w sumie)  | [ 3 ]  |
|                    | 8 lipca 2012(dts)         | Amsterdam            | Holandia                     | Ziggo Dome                                | Martin Solveig               | 29 172 (w sumie) | 3 777 245 (w sumie)  | [ 3 ]  |
|                    | 10 lipca 2012(dts)        | Kolonia              | Niemcy                       | Lanxess Arena                             | Martin Solveig               | 14 489           | 1 775 841            | [ 3 ]  |
|                    | 12 lipca 2012(dts)        | Bruksela             | Belgia                       | Stadion Króla Baudouina I                 | Martin Solveig               | 36 778           | 3 676 447            | [ 3 ]  |
|                    | 14 lipca 2012(dts)        | Saint-Denis (Paryż)  | Francja                      | Stade de France                           | Martin Solveig, will.i.am    | 62 195           | 7 195 799            | [ 4 ]  |
|                    | 17 lipca 2012(dts)        | Londyn               | Wielka Brytania              | Hyde Park                                 | LMFAO, Martin Solveig        | 54 140           | 6 714 027            | [ 4 ]  |
|                    | 19 lipca 2012(dts)        | Birmingham           | Wielka Brytania              | National Indoor Arena                     | Alesso                       | 11 684           | 1 998 196            | [ 4 ]  |
|                    | 21 lipca 2012(dts)        | Edynburg             | Wielka Brytania              | Murrayfield Stadium                       | Alesso                       | 52 160           | 4 974 731            | [ 4 ]  |
|                    | 24 lipca 2012(dts)        | Dublin               | Irlandia                     | Aviva Stadium                             | Alesso                       | 33 953           | 3 175 497            | [ 5 ]  |
|                    | 26 lipca 2012(dts)        | Paryż                | Francja                      | Olympia                                   | —                            | 2576             | 346 653              | [ 5 ]  |
|                    | 29 lipca 2012(dts)        | Wiedeń               | Austria                      | Ernst Happel Stadion                      | Martin Solveig               | 33 250           | 1 953 791            | [ 5 ]  |
|                    | 1 sierpnia 2012(dts)      | Warszawa             | Polska                       | Stadion Narodowy                          | Paul Oakenfold               | 38 699           | 2 933 410            | [ 5 ]  |
|                    | 4 sierpnia 2012(dts)      | Kijów                | Ukraina                      | Stadion Olimpijski                        | Kirill Doomski               | 31 022           | 4 893 317            | [ 5 ]  |
|                    | 7 sierpnia 2012(dts)      | Moskwa               | Rosja                        | Olimpijskij                               | Alesso                       | 19 842           | 4 074 400            | [ 5 ]  |
|                    | 9 sierpnia 2012(dts)      | Petersburg           | Rosja                        | Petersburski Kompleks Sportowo-Koncertowy | Alesso                       | 19 079           | 2 683 569            | [ 5 ]  |
|                    | 12 sierpnia 2012(dts)     | Helsinki             | Finlandia                    | Stadion Olimpijski                        | Martin Solveig               | 42 760           | 5 589 900            | [ 5 ]  |
|                    | 15 sierpnia 2012(dts)     | Fornebu (Oslo)       | Norwegia                     | Telenor Arena                             | Carl Louis & Martin Danielle | 18 631           | 3 017 871            | [ 5 ]  |
|                    | 18 sierpnia 2012(dts)     | Zurych               | Szwajcaria                   | Letzigrund Stadion                        | Martin Solveig               | 37 792           | 4 989 192            | [ 5 ]  |
|                    | 21 sierpnia 2012(dts)     | Nicea                | Francja                      | Stade Charles-Ehrmann                     | LMFAO                        | 29 670           | 2 386 311            | [ 5 ]  |
| Ameryka Północna   |                           |                      |                              |                                           |                              |                  |                      |        |
|                    | 28 sierpnia 2012(dts)     | Filadelfia           | Stany Zjednoczone            | Wells Fargo Center                        | Laidback Luke                | 15 741           | 2 651 855            | [ 6 ]  |
|                    | 30 sierpnia 2012(dts)     | Montreal             | Kanada                       | Bell Center                               | Martin Solveig               | 16 918           | 3 457 482            | [ 6 ]  |
|                    | 1 września 2012(dts)      | Quebec               | Kanada                       | Równina Abrahama                          | Paul Oakenfold               | 70 569           | 8 098 292            | [ 6 ]  |
|                    | 4 września 2012(dts)      | Boston               | Stany Zjednoczone            | TD Garden                                 | Martin Solveig               | 13 995           | 2 450 720            | [ 6 ]  |
|                    | 6 września 2012(dts)      | Nowy Jork            | Stany Zjednoczone            | Yankee Stadium                            | Avicii                       | 79 775 (w sumie) | 12 599 540 (w sumie) | [ 6 ]  |
|                    | 8 września 2012(dts)      | Nowy Jork            | Stany Zjednoczone            | Yankee Stadium                            | Avicii                       | 79 775 (w sumie) | 12 599 540 (w sumie) | [ 6 ]  |
|                    | 10 września 2012(dts)     | Ottawa               | Kanada                       | Canadian Tire Centre                      | Paul Oakenfold               | 14 422           | 2 371 994            | [ 6 ]  |
|                    | 12 września 2012(dts)     | Toronto              | Kanada                       | Air Canada Centre                         | Paul Oakenfold               | 32 557 (w sumie) | 7 458 188 (w sumie)  | [ 6 ]  |
|                    | 13 września 2012(dts)     | Toronto              | Kanada                       | Air Canada Centre                         | Paul Oakenfold               | 32 557 (w sumie) | 7 458 188 (w sumie)  | [ 6 ]  |
|                    | 15 września 2012(dts)     | Atlantic City        | Stany Zjednoczone            | Boardwalk Hall                            | Paul Oakenfold               | 12 207           | 2 891 340            | [ 6 ]  |
|                    | 19 września 2012(dts)     | Chicago              | Stany Zjednoczone            | United Center                             | Paul Oakenfold               | 28 143 (w sumie) | 5 102 880 (w sumie)  | [ 6 ]  |
|                    | 20 września 2012(dts)     | Chicago              | Stany Zjednoczone            | United Center                             | Paul Oakenfold               | 28 143 (w sumie) | 5 102 880 (w sumie)  | [ 6 ]  |
|                    | 23 września 2012(dts)     | Waszyngton           | Stany Zjednoczone            | Verizon Center                            | Benny Benassi                | 27 944 (w sumie) | 4 860 428 (w sumie)  | [ 6 ]  |
|                    | 24 września 2012(dts)     | Waszyngton           | Stany Zjednoczone            | Verizon Center                            | Benny Benassi                | 27 944 (w sumie) | 4 860 428 (w sumie)  | [ 6 ]  |
|                    | 29 września 2012(dts)     | Vancouver            | Kanada                       | Rogers Arena                              | Martin Solveig               | 28 500 (w sumie) | 4 758 994 (w sumie)  | [ 6 ]  |
|                    | 30 września 2012(dts)     | Vancouver            | Kanada                       | Rogers Arena                              | Martin Solveig               | 28 500 (w sumie) | 4 758 994 (w sumie)  | [ 6 ]  |
|                    | 2 października 2012(dts)  | Seattle              | Stany Zjednoczone            | KeyArena                                  | Martin Solveig               | 23 651 (w sumie) | 3 723 405 (w sumie)  | [ 7 ]  |
|                    | 3 października 2012(dts)  | Seattle              | Stany Zjednoczone            | KeyArena                                  | Martin Solveig               | 23 651 (w sumie) | 3 723 405 (w sumie)  | [ 7 ]  |
|                    | 6 października 2012(dts)  | San Jose             | Stany Zjednoczone            | HP Pavilion                               | MiSha Skye                   | 25 907 (w sumie) | 4 791 285 (w sumie)  | [ 7 ]  |
|                    | 7 października 2012(dts)  | San Jose             | Stany Zjednoczone            | HP Pavilion                               | Martin Solveig               | 25 907 (w sumie) | 4 791 285 (w sumie)  | [ 7 ]  |
|                    | 10 października 2012(dts) | Los Angeles          | Stany Zjednoczone            | Staples Center                            | Martin Solveig               | 29 015 (w sumie) | 6 162 835 (w sumie)  | [ 7 ]  |
|                    | 11 października 2012(dts) | Los Angeles          | Stany Zjednoczone            | Staples Center                            | Martin Solveig               | 29 015 (w sumie) | 6 162 835 (w sumie)  | [ 7 ]  |
|                    | 13 października 2012(dts) | Paradise (Las Vegas) | Stany Zjednoczone            | MGM Grand Garden Arena                    | Martin Solveig               | 24 991 (w sumie) | 7 188 879 (w sumie)  | [ 7 ]  |
|                    | 14 października 2012(dts) | Paradise (Las Vegas) | Stany Zjednoczone            | MGM Grand Garden Arena                    | Martin Solveig               | 24 991 (w sumie) | 7 188 879 (w sumie)  | [ 7 ]  |
|                    | 16 października 2012(dts) | Phoenix              | Stany Zjednoczone            | US Airways Center                         | MiSha Skye                   | 13 239           | 2 389 060            | [ 7 ]  |
|                    | 18 października 2012(dts) | Denver               | Stany Zjednoczone            | Pepsi Center                              | MiSha Skye                   | 13 280           | 2 135 835            | [ 7 ]  |
|                    | 21 października 2012(dts) | Dallas               | Stany Zjednoczone            | American Airlines Center                  | Benny Benassi                | 14 360           | 2 329 690            | [ 7 ]  |
|                    | 24 października 2012(dts) | Houston              | Stany Zjednoczone            | Toyota Center                             | Martin Solveig               | 24 797 (w sumie) | 4 390 355 (w sumie)  | [ 7 ]  |
|                    | 25 października 2012(dts) | Houston              | Stany Zjednoczone            | Toyota Center                             | Martin Solveig               | 24 797 (w sumie) | 4 390 355 (w sumie)  | [ 7 ]  |
|                    | 27 października 2012(dts) | Nowy Orlean          | Stany Zjednoczone            | New Orleans Arena                         | Paul Oakenfold               | 14 498           | 2 261 515            | [ 7 ]  |
|                    | 30 października 2012(dts) | Kansas City          | Stany Zjednoczone            | Sprint Center                             | Paul Oakenfold               | 14 108           | 2 366 220            | [ 7 ]  |
|                    | 1 listopada 2012(dts)     | Saint Louis          | Stany Zjednoczone            | Scottrade Center                          | Paul Oakenfold               | 16 022           | 2 449 110            | [ 7 ]  |
|                    | 3 listopada 2012(dts)     | Saint Paul           | Stany Zjednoczone            | Xcel Energy Center                        | Paul Oakenfold               | 26 084 (w sumie) | 4 229 005 (w sumie)  | [ 7 ]  |
|                    | 4 listopada 2012(dts)     | Saint Paul           | Stany Zjednoczone            | Xcel Energy Center                        | Paul Oakenfold               | 26 084 (w sumie) | 4 229 005 (w sumie)  | [ 7 ]  |
|                    | 6 listopada 2012(dts)     | Pittsburgh           | Stany Zjednoczone            | Consol Energy Center                      | Paul Oakenfold               | 14 120           | 2 358 670            | [ 7 ]  |
|                    | 8 listopada 2012(dts)     | Detroit              | Stany Zjednoczone            | Joe Louis Arena                           | Paul Oakenfold               | 13 716           | 1 833 154            | [ 7 ]  |
|                    | 10 listopada 2012(dts)    | Cleveland            | Stany Zjednoczone            | Quicken Loans Arena                       | Paul Oakenfold               | 16 487           | 2 546 780            | [ 7 ]  |
|                    | 12 listopada 2012(dts)    | Nowy Jork            | Stany Zjednoczone            | Madison Square Garden                     | Martin Solveig               | 24 790 (w sumie) | 4 846 665 (w sumie)  | [ 7 ]  |
|                    | 13 listopada 2012(dts)    | Nowy Jork            | Stany Zjednoczone            | Madison Square Garden                     | Martin Solveig               | 24 790 (w sumie) | 4 846 665 (w sumie)  | [ 7 ]  |
|                    | 15 listopada 2012(dts)    | Charlotte            | Stany Zjednoczone            | Time Warner Cable Arena                   | Martin Solveig               | 13 817           | 2 208 180            | [ 7 ]  |
|                    | 17 listopada 2012(dts)    | Atlanta              | Stany Zjednoczone            | Philips Arena                             | Paul Oakenfold               | 13 504           | 2 379 792            | [ 7 ]  |
|                    | 19 listopada 2012(dts)    | Miami                | Stany Zjednoczone            | American Airlines Arena                   | Paul Oakenfold               | 27 976 (w sumie) | 5 241 125 (w sumie)  | [ 8 ]  |
|                    | 20 listopada 2012(dts)    | Miami                | Stany Zjednoczone            | American Airlines Arena                   | Paul Oakenfold               | 27 976 (w sumie) | 5 241 125 (w sumie)  | [ 8 ]  |
|                    | 24 listopada 2012(dts)    | Meksyk               | Meksyk                       | Foro Sol                                  | Paul Oakenfold               | 84 382 (w sumie) | 11 586 745 (w sumie) | [ 8 ]  |
|                    | 25 listopada 2012(dts)    | Meksyk               | Meksyk                       | Foro Sol                                  | Paul Oakenfold               | 84 382 (w sumie) | 11 586 745 (w sumie) | [ 8 ]  |
| Ameryka Południowa |                           |                      |                              |                                           |                              |                  |                      |        |
|                    | 28 listopada 2012(dts)    | Medellín             | Kolumbia                     | Estadio Atanasio Girardot                 | Paul Oakenfold               | 90 018 (w sumie) | 14 741 104 (w sumie) | [ 8 ]  |
|                    | 29 listopada 2012(dts)    | Medellín             | Kolumbia                     | Estadio Atanasio Girardot                 | Paul Oakenfold               | 90 018 (w sumie) | 14 741 104 (w sumie) | [ 8 ]  |
|                    | 2 grudnia 2012(dts)       | Rio de Janeiro       | Brazylia                     | City of Rock                              | Felguk                       | 34 709           | 4 332 428            | [ 8 ]  |
|                    | 4 grudnia 2012(dts)       | São Paulo            | Brazylia                     | Estádio do Morumbi                        | Gui Boratto                  | 85 255 (w sumie) | 8 430 677 (w sumie)  | [ 8 ]  |
|                    | 5 grudnia 2012(dts)       | São Paulo            | Brazylia                     | Estádio do Morumbi                        | Gui Boratto                  | 85 255 (w sumie) | 8 430 677 (w sumie)  | [ 8 ]  |
|                    | 9 grudnia 2012(dts)       | Porto Alegre         | Brazylia                     | Estádio Olímpico Monumental               | Fabrício Peçanha             | 42 524           | 7 578 191            | [ 8 ]  |
|                    | 13 grudnia 2012(dts)      | Buenos Aires         | Argentyna                    | Estadio Monumental                        | Laidback Luke                | 89 226 (w sumie) | 10 820 041 (w sumie) | [ 9 ]  |
|                    | 15 grudnia 2012(dts)      | Buenos Aires         | Argentyna                    | Estadio Monumental                        | Laidback Luke                | 89 226 (w sumie) | 10 820 041 (w sumie) | [ 9 ]  |
|                    | 19 grudnia 2012(dts)      | Santiago             | Chile                        | Estadio Nacional de Chile                 | Laidback Luke                | 47 625           | 3 867 601            | [ 9 ]  |
|                    | 22 grudnia 2012(dts)      | Córdoba              | Argentyna                    | Estadio Mario Alberto Kempes              | Laidback Luke                | 48 133           | 5 566 393            | [ 9 ]  |
| W sumie            | W sumie                   | W sumie              | W sumie                      | W sumie                                   | W sumie                      | 2 212 345        | 305 158 363          | [ 10 ] |

Koncerty odwołane
- 29 maja – Ramat Gan Stadium, Tel Awiw, Izrael
- 11 czerwca – Stadion Maksimir, Zagrzeb, Chorwacja – z przyczyn logistycznych[11]
- 20 października – American Airlines Center, Dallas, Stany Zjednoczone – z powodu ostrego zapalenia krtani Madonny

Koncert przeniesiony
- City of Rock, Rio de Janeiro, Brazylia – przeniesiony z 1 na 2 grudnia